# Фьодор Бондарчук
Фьодор Сергеевич Бондарчук (роден на 9 май 1967 г. в Москва) е руски актьор, сценарист, режисьор и филмов продуцент. Той е син на Сергей Бондарчук и актрисата Ирина Скобцева, брат на Елена Бондарчук и полубрат на Наталия Бондарчук и председател на борда на директорите на Lenfilm JSC.
Печели „Златен орел“ за „9-та ескадрила“ на Московския филмов фестивал през 2005 г. За този филм е награден и с „Ника“ в категорията за най-добър филм, както и четири награди на MTV Russia Movie Awards. Фьодор Бондарчук е два пъти носител на наградата „Златен орел“ като актьор: за филма „Два дни“ през 2012 г. и за „Призрак“ през 2016 г.

## Биография
Фьодор Бондарчук се записва в режисьорския и продуцентския отдел на ВГИК и учи в работилницата на преподавателя Игор Таланкин през 1985 г. През 1986 г. е призован в армията: първо е изпратен в учебна част в Красноярск, след което е преведен в кавалерийски полк към Таманската дивизия (създадена през 1962 г. специално за заснемане на бойни сцени в епоса на баща му „Война и мир“). След като отлсужва срока в армията, той се завръща в института и продължава да учи в работилницата на народния артист на СССР Юрий Озеров. Завършва образованието си през 1991 г.
Фьодор Бондарчук се появява за първи път на екрана през 1986 г. в историческата фантастика „Борис Годунов“, режисирана от баща му Сергей Бондарчук. Той играе ролята на Фьодор I. Първите години от професионаното му развитие непрекъснато му се налагало да се доказва като творец, защото благодарение на родословието си постоянно бил в центъра на вниманието. Това личи особено през 1986, когато се състои нашумелият V конгрес на кинодейците, на който баща му бил подложен на многобройни и остри критики. Единственият човек, който тогава се изказал в подкрепа на Сергей Бондарчук, бил Никита Михалков. Той се осмелил да се застъпи за Бондарчук, който дори не бил избран за делегат на конгреса.
През 1987 г., докато е студент във ВГИК, той участва в снимките на „Сталинград“. Още по време на следването си играе млад наборник от съветската армия, който дезертира, вече не подкрепя казармените отношения между „стари“ и „млади“ войници („стари кучета“ и „новобранци“), в късометражния учебен филм на неговия другар от VGIK Тигран Кеосаян. През 1992 г. се появява в два филма на Иван Охлобистин „Демоните“ и „Арбитърът“.
Започва да продуцира музикални видеоклипове през 1990 г. с видеоклипа към сингъла Adieu, Maman от групата Moral Code. Впоследствие няколко певци се възползват от неговия опит, сред които Борис Гребенччиков, Алла Пугачова, Кристина Орбакайте, Валери Меладзе, Филип Киркоров. През 1991 г. със Степан Михалков основава първата руска компания за производство на видео клипове Art Pictures Group. През 1993 г. получава наградата „Овация“ за работата си в областта на музикалните видеоклипове.
През 1993 г. Фьодор Бондарчук отново е нает като актьор от бившия си учител Юрий Озеров в „Ангелите на смъртта“, посветен на 50-годишнината от Сталинградската битка. През същата година Бондарчук прави своя режисьорски дебют с филма I Love, в който участва Людмила Гурченко. След това заема мястото зад камерата само за нуждите на рекламната и музикална видео индустрия.
През 1998 г. се намира в образа на странен млад мъж на име Влад в култовия филм на Гарик Сукачев „Кризата на средната възраст“. Той продължава с 8 ½ $ от Григорий Константинополски, където играе две роли, включително епизодична. След това се появява в новогодишната комедия „Витрината“ (2000) на Дмитрий Иванов.
Той става принц Мишкин в Down House, пародийна версия на „Идиот“ на Фьодор Достоевски от Роман Качанов-младши, издадена през 2001 г. Същата година ново сътрудничество с Тигран Кеосаян го кара отново да поеме ролята на войник, този път в телевизионния сериал „Човешка работа“ (Мужская работа), където играе ветеран от войната в Афганистан.
На 7 септември 2002 г. и 28 август 2004 г. по канала STS той води предаването „Кресло“, руският еквивалент на Zone rouge. Той е награден през 2003 г. с наградата TEFI в категорията за най-добър водещ на развлекателно шоу. Той представя първите два сезона на телевизионното риалити шоу. От август 2005 г. представя по канала STS седмичната програма „Киното в детайлите“, посветена на международните филмови новини.
Заедно с Константин Ернст и Илия Бачурин той основава „Главкино“, компания за аудиовизуално производство и разпространение със седалище в Московска област. През юни 2017 г. агенция „РИА Новости“ съобщава, че Фьодор Бондарчук планира заснемането на филма „Ваканция във Виена“ по оригиналната творба на Едуард Володарски и Владимир Висоцки, написана през 70-те години.

## Семейство
Фьодор Бондарчук е женен за Светлана Рудская (р. 17 декември 1968 г.), модел, телевизионен водещ и главен редактор на списание Hello!. Двойката се развжда през 2016 г., след двадесет и пет години съжителство. Заедно те имат син Сергей (р. 1991) и дъщеря Варвара (р. 5 май 1999 г.).